# Fiabilidad humana
Es una disciplina que forma parte del campo de la fiabilidad de sistemas, en la medida en que el hombre puede ser considerado como parte integrante de un sistema.
Se considera que el componente humano es de una complejidad mucho mayor que cualquier otro componente y, por tanto, las técnicas aplicables al estudio de la fiabilidad humana o, complementariamente, del error humano son específicos e integran aspectos psicológicos y organizacionales a las habituales técnicas matemáticas.

## Técnicas de análisis de la fiabilidad humana
Existen una variedad de métodos para el análisis de la fiabilidad humana (HRA - human reliability analysis), principalmente divididos en dos categorías: los basados en el análisis probabilístico de riesgos y la teoría del control cognitivo.

### Técnicas basadas en análisis probabilístico de riesgos
Una forma de analizar la fiabilidad humana es como extensión directa del análisis probabilístico de riesgos (en inglés, probabilistic risk assessment,PRA): de la misma forma que las máquinas pueden fallar en una planta industrial, una persona cometer errores. En ambos casos el análisis por descomposición funcional proporciona un cierto nivel de detalle con el que asignar probabilidades de ocurrencia del error. Esta idea básica está detrás de la técnica THERP (Technique for Human Error Rate Prediction), que pretende calcular probabilidades de error humano incorporables a un análisis PRA. Una forma simplificada de THERP es la técnica ASEP (Accident Sequence Evaluation Program), que ha sido implementada como herramienta informática: Simplified Human Error Analysis Code (SHEAN). Más recientemente, la US Nuclear Regulatory Commission ha publicado el método de análisis SPAR (Standardized Plant Analysis Risk).

### Técnicas basadas en el control cognitivo
Erik Hollnagel ha desarrollado esta línea de trabajo, que denomina Contextual Control Model (COCOM), y ha desarrollado el método CREAM (Cognitive Reliability and Error Analysis Method). COCOM modela el comportamiento humano como un conjunto de modos de control y propone un modelo de cómo ocurren las transiciones entre los distintos modos de control.

## Error humano
El error humano ha sido citado como causante o factor contributivo en desastres y accidentes en industrias diversas como energía nuclear, aviación, exploración espacial o medicina.

### Categorías de error humano
Hay diversos modos de categorización del error humano:
- Exógeno / endógeno[11]
- Valoración de la situación / respuesta planificada[12]
- Por nivel de análisis; por ejemplo: perceptivo / cognitivo / comunicativo / organizativo.

### Sistema de Análisis y Clasificación de Factores Humanos
El 'Sistema de Análisis y Clasificación de Factores Humanos' (en inglés Human Factors Analysis and Classification System, HFACS) fue desarrollado inicialmente como marco de trabajo para la comprensión del error humano  como causa de accidentes de aviación. Está basado los estudios de James Reason's sobre error humano en sistemas complejos. HFACS distingue entre "fallos activos" en acciones inseguras, "fallos latentes", supervisión insegura e influencias de la organización.

### Controversia
Algunos investigadores han argumentado que la catalogación de las acciones humanas en términos de "correcto" o "incorrecto" es una simplificación excesiva y perjudicial para el análisis de un fenómeno complejo. En lugar de eso, defienden que sería más fructífero enfocar la cuestión desde el punto de vista de la variabilidad del comportamiento humano.

## Trampas comunes de la naturaleza humana
Las personas tienden a sobreestimar su capacidad para mantener el control cuando están trabajando.
Las características comunes de la naturaleza humana que se abordan a continuación se acentúan especialmente cuando el trabajo se realiza en un entorno laboral complejo.
Estrés: El problema con el estrés es que puede acumularse y dominar a una persona, convirtiéndose así en
perjudicial para el rendimiento.
Evitar la tensión mental: Los seres humanos son reacios a dedicarse a un pensamiento concentrado prolongado,
ya que requiere altos niveles de atención durante períodos prolongados.
Los sesgos mentales, o atajos, que se utilizan a menudo para reducir el esfuerzo mental y acelerar la toma de decisiones incluyen:
- Supuestos: – Una condición que se da por sentada o se acepta como verdadera sin verificación de los hechos.
- Hábito: un patrón inconsciente de comportamiento adquirido a través de la repetición frecuente.
- Sesgo de confirmación: la renuencia a abandonar una solución actual.
- Sesgo de similitud: la tendencia a recordar soluciones de situaciones que parecen similares
- Sesgo de frecuencia: una apuesta de que una solución de uso frecuente funcionará.
- Sesgo de disponibilidad: la tendencia a decidirse por soluciones o cursos de acción que vienen fácilmente a la mente.

Memoria de trabajo limitada: la memoria a corto plazo de la mente es el "banco de trabajo" para la resolución de problemas y la toma de decisiones.
Recursos de atención limitados: la capacidad limitada para concentrarse en dos o más actividades desafía la capacidad de procesar la información necesaria para resolver problemas.
Mentalidad La gente tiende a enfocarse más en lo que quiere lograr (una meta) y menos en lo que debe evitarse porque los seres humanos están principalmente orientados a las metas por naturaleza. Como tal, las personas tienden a "ver" solo lo que la mente espera o quiere ver.
Dificultad para ver el propio error: las personas, especialmente cuando trabajan solas, son particularmente susceptibles a no ver los propios errores.
Perspectiva limitada - Los humanos no pueden ver todo lo que hay para ver. La incapacidad de la mente humana para percibir todos los hechos pertinentes a una decisión desafía la resolución de problemas.
Susceptibilidad a factores emocionales/sociales - La ira y la vergüenza influyen negativamente en el desempeño individual y del equipo.
Fatiga - La gente se cansa. La fatiga física, emocional y mental puede conducir al error y al mal juicio.
Presentismo - Algunos empleados estarán presentes en el lugar de trabajo sin hacer nada, debido a una capacidad disminuida para realizar sus trabajos debido a una enfermedad o lesión.

## Saber más
- Autrey, T.D. (2007). editorial=Practicing Perfection Institute Mistake-Proofing Six Sigma: How to Minimize Project Scope and Reduce Human Error.
- Davies, J.B., Ross, A., Wallace, B. and Wright, L. (2003). Safety Management: a Qualitative Systems Approach. Taylor and Francis.
- Dekker, S.W.A., (2005). Ten Questions About Human Error: a new view of human factors and systems safety]. Lawrence Erlbaum Associates.
- Dekker, S.W.A., (2006). The Field Guide to Understanding Human Error. Ashgate.
- Dekker, S.W.A., (2007). Just Culture: Balancing Safety and Accountability. Ashgate.
- Dismukes, R. K., Berman, B. A., and Loukopoulos, L. D. (2007). The limits of expertise:  Rethinking pilot error and the causes of airline accidents. Ashgate.
- Forester, J., Kolaczkowski, A., Lois, E., and Kelly, D. (2006). Evaluation of human reliability analysis methods against good practices.  NUREG-1842 Final Report. U. S. Nuclear Regulatory Commission.
- Goodstein, L. P., Andersen, H. B., and Olsen, S. E. (Eds.) (1988). Tasks, errors, and mental models. Taylor and Francis.
- Grabowski, M. and Roberts, K. H. (1996). Human and organizational error in large scale systems , IEEE Transactions on Systems, Man, and Cybernetics, Volume 26, No. 1, January 1996, 2-16.
- Greenbaum, J. and Kyng, M. (Eds.) (1991). Design at work: Cooperative design of computer systems. Lawrence Erlbaum Associates.
- Harrison, M. (2004). Human error analysis and reliability assessment. Workshop on Human Computer Interaction and Dependability, 46th IFIP Working Group 10.4 Meeting, Siena, Italy, July 3-7, 2004.
- Hollnagel, E. (1991). The phenotype of erroneous actions: Implications for HCI design. In G. W. R. Weir and J. L. Alty (Eds.), Human-computer interaction and complex systems'. Academic Press.
- Hutchins, E. (1995). Cognition in the wild. MIT Press.
- Kahneman, D., Slovic, P. and Tversky, A. (Eds.) (1982). Judgment under uncertainty: Heuristics and biases. Cambridge University Press.
- Leveson, N. (1995). Safeware: System safety and computers. Addison-Wesley.
- Morgan, G. (1986). Images of organization. Sage.
- Mura, S. S. (1983). Licensing violations: Legitimate violations of Grice's conversational principle. In R. Craig and K. Tracy (Eds.), Conversational coherence: Form, structure, and strategy (101-115). Sage.
- Perrow, C. (1984). Normal accidents: Living with high-risk technologies. Basic Books.
- Rasmussen, J. (1983). Skills, rules, and knowledge: Signals, signs, and symbols and other distinctions in human performance models. IEEE Transactions on Systems, Man, and Cybernetics, SMC-13, 257-267.
- Rasmussen, J. (1986). Information processing and human-machine interaction: An approach to cognitive engineering. Wiley.
- Silverman, B. (1992). Critiquing human error: A knowledge-based human-computer collaboration approach. Academic Press.
- Swets, J. (1996). Signal detection theory and ROC analysis in psychology and diagnostics: Collected papers. Lawrence Erlbaum Associates.
- Tversky, A. and Kahneman, D. (1974). Judgment under uncertainty: Heuristics and biases. Science, 185, 1124-1131.
- Vaughan, D. (1996). The Challenger launch decision: Risky technology, culture, and deviance at NASA. University of Chicago Press.
- Wallace, B. and Ross, A. (2006). Beyond human error. CRC Press.
- Woods, D. D., Johannesen, L., Cook, R., and Sarter, N. (1994). Behind human error: Cognitive systems, computers, and hindsight. CSERIAC SOAR Report 94-01. Crew Systems Ergonomics Information Analysis Center, Wright-Patterson Air Force Base, Ohio.

### Documentos de estandarización y guías
- IEEE Standard 1082 (1997): IEEE Guide for Incorporating Human Action Reliability Analysis for Nuclear Power Generating Stations (enlace roto disponible en Internet Archive; véase el historial, la primera versión y la última).

### Herramientas
- Eurocontrol Human Error Tools
- EPRI HRA Calculator

### Centros de investigación
- Erik Hollnagel en el Crisis and Risk Research Centre en MINES ParisTech
- Human Reliability Analysis Archivado el 15 de octubre de 2011 en Wayback Machine. en el Laboratorio Nacional de Sandia de Estados Unidos.
- Center for Human Reliability Studies en el Laboratorio Nacional Oak Ridge de Estados Unidos.
- Flight Cognition Laboratory en el NASA Ames Research Center
- David Woods  en el Cognitive Systems Engineering Laboratory en la Ohio State University
- Sidney Dekker's Leonardo da Vinci Laboratory for Complexity and Systems Thinking, Lund University, Sweden
- ESM, Safety and Human Factors Investigation Institute

### Reportajes
- “Human Reliability. We break down just like machines“ Archivado el 20 de mayo de 2008 en Wayback Machine. Industrial Engineer - November 2004, 36(11): 66

- Datos: Q186289